# Västerviks domsagas tingslag
Västerviks domsagas tingslag var ett tingslag i Kalmar län i Västerviks domsaga med tingsplats i Västervik. Det bildades 1969 av Tjusts domsagas tingslag och del av Sevede och Tunaläns domsagas tingslag. Det upplöstes 1 januari 1971 då dess verksamhet överfördes till Västerviks tingsrätt och dess domkrets.

## Ingående områden
Tingslaget omfattade Norra och Södra Tjusts härader.